# كارني (فلم)
كارني (بالإنجليزية: Carny) ويعرف أيضا بـ شيطان جيرسي (بالإنجليزية: Jersey Devil) هو فيلم رعب تم إنتاجه في كندا وصدر سنة 2009م بطولة لو دايموند فيليبيس.

## القصة
مخلوق شيطاني يهرب من الكرنفال لإحداث فوضى في بلدة صغيرة.

## وصلات خارجية
مقالات تستعمل روابط فنية بلا صلة مع ويكي بيانات